# Хергац
Хергац (нем. Hergatz) — община в Германии, в земле Бавария. 
Подчиняется административному округу Швабия. Входит в состав района Линдау-Бодензее.  Население составляет 2309 человек (на 31 декабря 2010 года). Занимает площадь 18,81 км².